# Mimosybra arnhemensis
Mimosybra arnhemensis es una especie de escarabajo del género Mimosybra, familia Cerambycidae. Fue descrita científicamente por Ślipiński & Escalona en 2013.
Se distribuye por Australia. Posee una longitud corporal de 10-11 milímetros. El período de vuelo de esta especie ocurre en el mes de enero.